# Ornithion inerme
Az Ornithion inerme a madarak (Aves) osztályának verébalakúak (Passeriformes) rendjébe és a királygébicsfélék (Tyrannidae) családjába tartozó faj.

## Rendszerezése
A fajt Gustav Hartlaub írta le 1853-ban.

## Előfordulása
Bolívia, Brazília, Kolumbia, Ecuador, Francia Guyana, Guyana, Peru, Suriname és Venezuela területén honos. Természetes élőhelyei a szubtrópusi és trópusi síkvidéki esőerdők, mocsári erdők és száraz erdők, valamint száraz bokrosok. Nem vonuló faj.

## Megjelenése
Testhossza 8 centiméter, testtömege 6-8 gramm.

## Életmódja
Ízeltlábúakkal táplálkozik.

## Természetvédelmi helyzete
Az elterjedési területe rendkívül nagy, egyedszáma viszont csökken, de még nem éri el a kritikus szintet. A Természetvédelmi Világszövetség Vörös listáján nem fenyegetett fajként szerepel.